# Egelgöl (Misterhults socken, Småland, 636245-154331)
Egelgöl är en sjö i Oskarshamns kommun i Småland och ingår i Marströmmen-Viråns kustområde.